# Guillermo Moreno García
Guillermo Antonio Moreno García (nacido el 15 de agosto de 1956 en Sabaneta, Santiago Rodríguez) es un abogado y político dominicano, que sirvió como Procurador Fiscal del Distrito Nacional en el periodo 1996-1997. Es presidente del partido Alianza País. También candidato a Senador por el Distrito Nacional a través de los partidos Alianza País y el Partido Revolucionario Moderno de cara a las elecciones del 19 de mayo de 2024. Anteriormente fue candidato presidencial en 2012, 2016 y 2020.

## Nacimiento y familia
Nació el 15 de agosto de 1956 en San Ignacio de Sabaneta, Santiago Rodríguez. Hijo, junto a seis hermanos, del escritor y poeta Juan Isidro Moreno Espinal y la Profesora Ana Mercedes García Fernández. Esposo de Aura Celeste Fernández Rodríguez. Padre de Abel Guillermo y Juan Domingo Moreno Fernández. Abuelo de Guillermo y Miranda Moreno Colón. Es nieto del poeta fundador del Postumismo Domingo Moreno Jimenes.

## Vida profesional
Egresado de abogado (1980) de la Pontificia Universidad Madre y Maestra, recinto Santiago. Realizó maestría en Estudios Internacionales en la Escuela Diplomática y Universidad Complutense de Madrid, España. Jurista reconocido en los ámbitos académicos e intelectuales del país.[cita requerida] Profesor por más de dos décadas en las más prestigiosas universidades del país. Procurador Fiscal del Distrito Nacional 1996-1997.[cita requerida] Decano de la Facultad de Derecho de la Universidad Iberoamericana (UNIBE), de 1998-2005.[cita requerida] Director de la maestría en Derecho Procesal Penal en la Pontificia Universidad Católica Madre y Maestra. Socio fundador de la oficina de abogados Moreno & Simón. 
De su gestión como Procurador Fiscal se destaca el esfuerzo sostenido por modernizar e institucionalizar el Ministerio Público; su decidida lucha contra la corrupción, los crímenes políticos y la preservación del Estado de Derecho contra los abusos de poder.[cita requerida]
También participó en los procesos de modernización de la justicia dominicana. Es coautor del proyecto del Estatuto del Ministerio Público, proyecto del Código Procesal Penal y del proyecto del Código para la Protección de los Derechos de Niños, Niñas y Adolescentes. Miembro de la Comisión Especial que elaboró el proyecto de Reforma Constitucional en el 2001. También fue consultor del Programa Internacional para la Erradicación del Trabajo Infantil de la Organización Internacional del Trabajo (OIT-IPEC); Consultor del Fondo de Naciones Unidas para la Infancia (UNICEF).[cita requerida]

## Participación Política
En su juventud se integró a los movimientos que lucharon por el respeto a las libertades y los derechos democráticos en el gobierno de los 12 años, del período 1966 a 1978. 
En marzo de 2008 fue presentado a las elecciones de mayo de ese año, como candidato a la presidencia por un conjunto de fuerzas políticas, movimientos locales, artistas, intelectuales y ciudadanos independientes, en la boleta del Movimiento Independencia, Unidad y Cambio (MIUCA). Es uno de los fundadores, el 20 de febrero de 2011, del partido reconocido electoralmente, Alianza País, siendo proclamado candidato presidencial el 7 de agosto de 2011 para las elecciones de mayo de 2012. También en las elecciones de 2016 y de 2020. 
El 9 de febrero de 2024 fue presentado como candidato a la Senaduría del Distrito Nacional, capital de la República, por un acuerdo electoral entre Alianza País y el Partido Revolucionario Moderno y unos 20 partidos más.

## Como escritor
Autor y coautor de libros sobre temas jurídicos y políticos, entre los que se destacan: Código Procesal Penal y Normas Complementarias; Estudio sobre el Trabajo Infantil en la Legislación Dominicana; Partidos Políticos vs. Soberanía Ciudadana; Subvertir la Política; Partidos Políticos y Democracia en la República Dominicana; Alianza: Una Propuesta de País; CPP-R, Código Procesal Penal Reformado de la República Dominicana. La Infame Corrupción y su hermana desalmada, la impunidad. Danilo Medina o el ocaso del peledé.
Articulista por más de dos décadas, en diversos medios impresos nacionales y extranjeros, en temas políticos y jurídicos, destacándose las columnas semanales: “CPP”, en Diario Libre; “Ciudadanía”, en la Revista Ahora; Coyuntura Jurídica”, en la Revista Gaceta Judicial; “En directo” periódico Diario Libre. 

## Vida personal
Está casado con Aura Celeste Fernández, con quien procreó a Juan Domingo y Abel Guillermo.